# Абили, Камиль
Камиль Анн Франсуаз Абили (фр. Camille Anne Françoise Abily, род. 5 декабря 1984, Рен) — французская профессиональная футболистка, выступавшая на позиции полузащитника в женском футбольном клубе «Олимпик Лион» и сборной Франции. Дважды обладательница приза лучшей футболистки года во Франции, игрок символической сборной чемпионата США 2009 года.

## Карьера

### Клубная

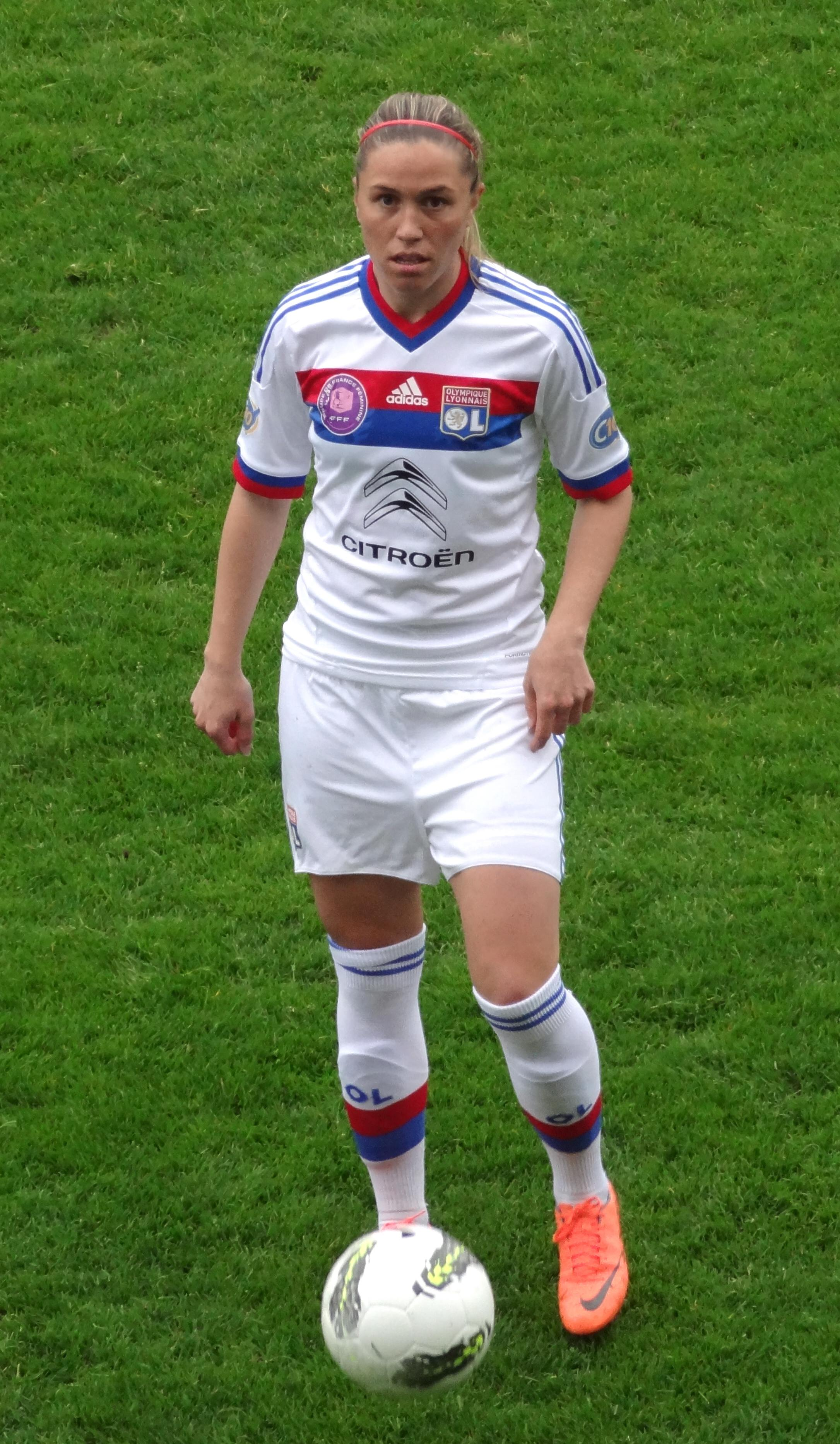
Камиль Абили в составе «Олимпика» (Лион)

Воспитанница футбольных клубов города Брюз: в 1992 году её приняли в команду «Жанна д’Арк», в 1994 году она перешла в «Брюз». Через год её приняли в команду Первого дивизиона «Стад Бриошан», а затем она выступала в клубе «Ля Рош». В 2002 году Камиль поступила в академию Клерфонтен, а по окончании обучения подписала контракт с «Монпелье» в 2003 году. В составе своего нового клуба она выиграла чемпионат Франции и Кубок вызова Франции, проведя в нём итого три сезона. Следующим её клубом стал лионский «Олимпик», в составе которого она становилась чемпионкой Франции три раза подряд.
В 2008 году в США на международном драфте лиги профессионального женского футбола права на Абили достались команде «Лос-Анджелес Сол», и она перешла в команду в марте 2009 года. Дебют состоялся в матче открытия против «Вашингтон Фридом», завершившимся победой команды из Лос-Анджелеса со счётом 2:0. Вместе с «Лос-Анджелес Сол» Абили выиграла чемпионат США и вошла в символическую сборную турнира, после чего вернулась во Францию (в ПСЖ) на правах аренды. 7 января 2010 года она перешла в клуб «Голд Прайд», в составе которого провела 17 игр, забила один гол и отдала шесть голевых передач. Завоевав очередной титул чемпионки США, 27 сентября 2010 года она расторгла контракт по обоюдному согласию сторон и вернулась в лионский «Олимпик». В составе лионского клуба ей удалось пять раз выиграть Лигу чемпионов УЕФА в 2011, 2012, 2016, 2017 и 2018 годах; 11 чемпионатов Франции и 7 Кубков Франции. В конце сезона 2017/18 завершила карьеру игрока.

### В сборной
В 2001 году Камиль появилась в сборной Франции на чемпионате Европы среди девушек не старше 18 лет. Дебют в основной сборной произошёл 26 сентября 2001 года в матче против сборной Нидерландов, но первый гол ей удалось забить только спустя почти пять с половиной лет в февральском поединке против Китая в 2007 году. Она сыграла на чемпионатах Европы 2005, 2009, 2013, 2017, чемпионатах мира 2011, 2015 и Олимпийских играх 2012, 2016 годов. Лучший результат со сборной — 4-е место на чемпионате мира 2011 и Олимпийских играх 2012 года. За время выступлений за французскую сборную Камиль провела 183 матча (143 в стартовом составе), забив 37 голов.